# Chireno (Texas)
Chireno es una ciudad ubicada en el condado de Nacogdoches en el estado estadounidense de Texas. En el Censo de 2010 tenía una población de 386 habitantes y una densidad poblacional de 79,53 personas por km².

## Geografía
Chireno se encuentra ubicada en las coordenadas 31°29′56″N 94°20′45″O / 31.49889, -94.34583. Según la Oficina del Censo de los Estados Unidos, Chireno tiene una superficie total de 4.85 km², de la cual 4.85 km² corresponden a tierra firme y 0 km² (0 %) es agua.

## Demografía
Según el censo de 2010, había 386 personas residiendo en Chireno. La densidad de población era de 79,53 hab./km². De los 386 habitantes, Chireno estaba compuesto por el 75.91 % blancos, el 14.25 % eran afroamericanos, el 0 % eran amerindios, el 0 % eran asiáticos, el 0 % eran isleños del Pacífico, el 8.29 % eran de otras razas y el 1.55 % pertenecían a dos o más razas. Del total de la población el 11.14 % eran hispanos o latinos de cualquier raza.